# Danseong-myeon, Danyang-gun
Danseong-myeon (koreanska: 단성면) är en socken i den centrala delen av Sydkorea, 140 km sydost om huvudstaden Seoul. Den ligger i kommunen Danyang-gun i provinsen Norra Chungcheong.